# Spoileron
Der Begriff Spoileron setzt sich als Kofferwort zusammen aus den englischen Begriffen Spoiler (Störklappen) und Aileron (Querruder). Bei Luftfahrzeugen sind Spoilerons Störklappen, die asymmetrisch angewendet die Wirkung von Querrudern erzielen. Wird ein Spoileron an einer Tragfläche aktiviert, verringert sich dort der Auftrieb, während sich der Luftwiderstand erhöht. Wegen der einseitigen Wirkung führt das zur gleichzeitigen Roll- und Gierbewegung. Daher ergänzen oder ersetzen Spoilerons bei einigen Flugzeugen die Querruder, um die Steuerung zu vereinfachen oder zu verbessern.
Siehe auch: Elevon, Flaperon, Taileron
Ein Beispiel für ein Flugzeug mit Spoileron ist die Boeing B-52 Stratofortress (Boeing B-52G).